# Aphonopelma anax
Aphonopelma anax é uma espécie de aranha pertencente à família Theraphosidae (tarântulas).